# توماس سميث (جراح)
توماس سميث (بالإنجليزية: Sir Thomas Smith, 1st Baronet, of Stratford Place) هو جراح بريطاني بارز، وُلد في 23 مارس 1833 وتوفي في 1 أكتوبر 1909. حاز على رتبة فارس وقُلّد لقب البارونيت، كما كان زميلًا في الكلية الملكية للجراحين وعضوًا في وسام فيكتوريا الملكي (KCVO).

## المسيرة الطبية
اشتهر سميث بمسيرته الطويلة والمتميزة في مجال الجراحة، وارتبط اسمه بمستشفى سانت بارثولوميو بلندن حيث شغل عدة مناصب قيادية. وقد عرف عنه التزامه بالتطوير الطبي وتدريب الجراحين الشباب، كما ساهم في وضع معايير مهنية عالية في عمل المستشفيات البريطانية خلال النصف الثاني من القرن التاسع عشر.

## التكريمات
نال سميث العديد من التكريمات الرسمية اعترافًا بجهوده في المجال الطبي، منها:
- وسام فيكتوريا الملكي (KCVO) الذي منح له من قبل العائلة المالكة تقديرًا لخدمته.
- لقب البارونيت والذي أُضيف إلى اسمه الرسمي، مما جعله يُعرف لاحقًا بـ "البارونيت الأول من ستراتفورد بليس".
- زمالة الكلية الملكية للجراحين، والتي تمثل أرفع عضوية مهنية للجراحين في المملكة المتحدة.

## الوفاة
توفي السير توماس سميث في 1 أكتوبر 1909 عن عمر يناهز 76 عامًا، وترك خلفه إرثًا طبيًا مهمًا لا يزال يُذكر في تاريخ الجراحة البريطانية الحديثة.